# Nieśmiertelni (powieść 2014)
Nieśmiertelni – powieść szpiegowska autorstwa Vincenta V. Severskiego wydana w październiku 2014 roku nakładem Wydawnictwa Czarna Owca.

## Fabuła
Na prośbę Brytyjczyków wydział Q polskiego wywiadu podejmuje się przeprowadzenia ryzykownej operacji w Iranie. Ekipa Konrada Wolskiego i Sary Korskiej jedzie do Teheranu, by zapobiec konfliktowi zbrojnemu na skalę światową. Niestety wszystko zaczyna się komplikować.
Tymczasem na politechnice w Sztokholmie dochodzi do poczwórnego morderstwa. Jego zagadkę próbuje rozwiązać inspektor Gunnar Selander, wspierany przez hakerkę Harriet Berghen i Lindę Lund ze szwedzkiego wywiadu KSI.
W Moskwie dochodzi do przesilenia w walce frakcji w łonie rosyjskiego wywiadu. Michaił Popowski, chcąc wspomóc spiskowców skrzykniętych przez generała Lebiedzia, wyjeżdża do Sztokholmu na ostatnią misję. Jagan, wraz ze swoim oddziałem, podąża na Kaukaz, aby zdobyć cenne archiwum Muhamedowa, zawierające dokumenty mogące skompromitować wielu decydentów w Moskwie.

## Adaptacje
W 2016 r. prawa do ekranizacji powieści zakupiła platforma nc+, która planuje realizację serialu dla Canal+.